# Stemma del Regno delle Due Sicilie

Stemma reale del Regno delle Due Sicilie (1816-1861)

Studio araldico dello stemma della casa regnante Borbone-Due Sicilie del Regno delle Due Sicilie, introdotto con decreto del 21 dicembre 1816.
|  | Legenda: 1. Farnese 2. Austria 3. Borgogna (antica) 4. Portogallo 5. Castiglia 6. León 7. Granada 8. Aragona 9. Sicilia (Svevi-Aragonesi) 10. Austria 11. Borgogna (moderna) 12. Borgogna (antica) 13. Brabante 14. Fiandre 15. Tirolo 16. Angiò (antico) 17. Gerusalemme 18. Borbone-Angiò 19. Medici |

## Corone e Collari degli Ordini
La Corona (A) che sormontava lo stemma era quella del Regno delle Due Sicilie, mai realizzata fisicamente ma solo illustrata araldicamente, in stile Spagnolo.
I Collari dei seguenti Ordini sono rappresentati nello stemma a partire dalle relative date:
1. (D) 1735: Ordine dello Spirito Santo
2. (B) 1738: Real Ordine di San Gennaro
3. (G) 1771: Reale e Distinto Ordine Spagnolo di Carlo III
4. (E) 1800: Real Ordine di San Ferdinando e del merito
5. (F) 1735: Sacro Militare Ordine Costantiniano di San Giorgio
6. (C) 1735: Ordine del Toson d'oro

Lo stemma, quindi, ha avuto per i relativi periodi i sottoelencati Collari degli Ordini:
- 1735-1738:

- Ordine dello Spirito Santo
- Sacro Militare Ordine Costantiniano di San Giorgio
- Ordine del Toson d'oro
- 1738-1771:

- Ordine dello Spirito Santo
- Sacro Militare Ordine Costantiniano di San Giorgio
- Ordine del Toson d'oro
- Real Ordine di San Gennaro
- 1771-1800:

- Ordine dello Spirito Santo
- Sacro Militare Ordine Costantiniano di San Giorgio
- Ordine del Toson d'oro
- Real Ordine di San Gennaro
- Reale e Distinto Ordine Spagnolo di Carlo III
- 1800-1861:

- Ordine dello Spirito Santo
- Sacro Militare Ordine Costantiniano di San Giorgio
- Ordine del Toson d'oro
- Real Ordine di San Gennaro
- Reale e Distinto Ordine Spagnolo di Carlo III
- Real Ordine di San Ferdinando e del merito